# Fernando Ramírez Velarde
Fernando Ramírez Velarde (Sucre, 8 de mayo de 1913-Santa Fe, 23 de agosto de 1948) fue un periodista, profesor y escritor boliviano.

## Biografía
Inició sus estudios en el colegio jesuita Sagrado Corazón de Sucre y se graduó como bachiller en 1931 del Colegio Nacional Sucre de Cochabamba. Estudió en la Facultad de Derecho de la Universidad Mayor de San Simón de Cochabamba, sin concluirla por le inicio de la Guerra del Chaco, en la cual participó, obteniendo el grado de suboficial.
Dirigió el diario La Mañana de Oruro. Fue funcionario público en aduanas.
En 1947 publicó su única novela, Socavones de angustia.

## Libros
- Socavones de angustia (1947) Novela.
- Trópico (Primer Premio de Sociedad de Escritores y Artistas de Cochabamba. 1939, ed. 1940). Cuento.